# Tilt
Tilt (en búlgaro, Тилт) es una película dramática búlgara de 2011 dirigida por Viktor Chouchkov. La película fue seleccionada como la entrada búlgara a la Mejor Película Internacional en la 84.ª Premios de la Academia, pero no llegó a la lista final.

## Argumento
La película está ambientada a principios de la década de 1990 y cuenta la historia de cuatro amigos que intentan ganar dinero con el sueño de abrir su propio bar, que se llamará TILT. Un encuentro casual entre Stash (Yavor Baharoff) y Becky (Radina Kardjilova) los lleva a una apasionada historia de amor.
De repente, los pillan distribuyendo películas pornográficas de forma ilegal. El padre de Becky, un coronel de la policía, se hace cargo del caso y los amenaza con la cárcel. La única forma de evitar ir a la cárcel es que Stash y Becky dejen de verse. Deciden huir a un pequeño pueblo alemán. Siendo emigrantes pobres, se encuentran en una serie de situaciones divertidas y absurdas. Stash está constantemente tratando de comunicarse con Becky, pero sin suerte. Los cuatro amigos finalmente deciden volver a Bulgaria. Mientras tanto, Bulgaria ha cambiado y también Becky.

## Reparto
- Yavor Baharov como Stash
- Radina Kardjilova como Becky
- Ovanes Torosian como Gogo
- Alexander Sano como B-Engomar
- Ivaylo Dragiev como Ángel
- Phillip Avramov como Culebra
- Joreta Nikolova como Stash  Madre
- Georgi Staykov como Katev
- Georgi Novakov como Grigorov
- Robert Yanakiev como Sgt. Manolov
- Max Reimann como El Dueño de Barra
- Alexander Hegedush como Pizza
- Thomas Frahm como Tendero
- Sabine Neumann como Chica alemana
- Britta Fleischhut como Chica alemana

## Lanzamiento
Después de su estreno en Bulgaria en febrero, la película se proyectó en diez festivales de cine internacionales, incluidos Santa Bárbara, Goteborg, Montreal, Singapur, Raindance (Londres) y Woodstock. Tilt ha tenido una acogida muy positiva en EE.UU, Donde ha sido seleccionada para cinco festivales, incluido el Festival Internacional de Cine de Seattle.
La película ganó el premio a la mejor edición en el Festival de Cine de Woodstock. También ganó el premio al Mejor Actor Principal, Mejor Actor de Reparto y el Premio Especial del Jurado en el Festival de Cine Golden Rose.
 